# META (ピノキオピーのアルバム)
『META』（メタ）は、2023年5月17日にmuiから発売されたピノキオピーの6thアルバムである。

## 概要
ミリオンを果たした人気曲「神っぽいな」や「魔法少女とチョコレゐト」、「腐れ外道とチョコレゐト」のリミックスなどを収録。さらにP丸様。に提供した楽曲「ちきゅう大爆発」のセルフカバーも収録している。

## 収録曲
Disc1(CD)
1. 神っぽいな
2. 魔法少女とチョコレゐト
3. 転生林檎
4. エゴイスト
5. 甘噛みでおねがい
6. コスモスパイス
7. 余命2:30
8. キラースパイダー
9. ちきゅう大爆発 - META ver -
10. 匿名M
11. META
12. 腐れ外道とチョコレゐト - META rimix -